# Abierto de Irlanda
El Irish Open o Abierto de Irlanda es un torneo de tenis celebrado en Dublín, Irlanda. Originalmente conocido como Irish Lawn Tennis Championships (Campeonatos Irlandeses sobre Hierba), se renombró como Carroll's Irish Open cuando el torneo pasó a formar parte del WTA Tour.
El evento masculino formó parte del Grand Prix Tennis Circuit entre 1970 y 1974, y el femenino del WTA Tour entre 1971 y 1973. 
Actualmente forma parte del ITF World Tennis Tour como M25 Dublin.

## Campeones

### Individual femenina
| Año       | Campeón                   | Finalista                | Resultado       |
| --------- | ------------------------- | ------------------------ | --------------- |
| 1879      | May Langrishe             |                          |                 |
| 1880      | D. Meldon                 |                          |                 |
| 1881      | No se celebró             |                          |                 |
| 1882      | H. Abercrombie            |                          |                 |
| 1883      | May Langrishe             |                          |                 |
| 1884      | Maud Watson               |                          |                 |
| 1885      | Maud Watson               |                          |                 |
| 1886      | May Langrishe             |                          |                 |
| 1887      | Lottie Dod                |                          |                 |
| 1888      | Blanche Bingley-Hillyard  |                          |                 |
| 1889      | Molly Martin              |                          |                 |
| 1890      | Molly Martin              |                          |                 |
| 1891      | Molly Martin              |                          |                 |
| 1892      | Molly Martin              |                          |                 |
| 1893      | L. Stanuell               |                          |                 |
| 1894      | Blanche Bingley-Hillyard  |                          |                 |
| 1895      | Charlotte Cooper          |                          |                 |
| 1896      | Molly Martin              |                          |                 |
| 1897      | Blanche Bingley-Hillyard  |                          |                 |
| 1898      | Charlotte Cooper          |                          |                 |
| 1899      | Molly Martin              |                          |                 |
| 1900      | Molly Martin              |                          |                 |
| 1901      | Muriel Robb               |                          |                 |
| 1902      | Molly Martin              |                          |                 |
| 1903      | Molly Martin              |                          |                 |
| 1904      | W.A. Longhurst            |                          |                 |
| 1905      | W.A. Longhurst            |                          |                 |
| 1906      | W.A. Longhurst            |                          |                 |
| 1907      | H.M. Garfit               |                          |                 |
| 1908      | H.M. Garfit               |                          |                 |
| 1909      | H.M. Garfit               |                          |                 |
| 1910      | A. Holder                 |                          |                 |
| 1911      | D.R. Barry                |                          |                 |
| 1912      | D.R. Larcombe             |                          |                 |
| 1913      | D.R. Barry                |                          |                 |
| 1914      | I. Clarke                 |                          |                 |
| 1915–1918 | No se celebró             |                          |                 |
| 1919      | Elizabeth Ryan            | Janet Jackson            | 6–0, 6–1        |
| 1920      | Elizabeth Ryan            |                          |                 |
| 1921      | Elizabeth Ryan            | Miss H. Wallis           | 6–2, 6–4        |
| 1922      | Elizabeth Ryan            | Joanna Davidson          | 7-5, 4-6, 12-10 |
| 1923      | Elizabeth Ryan            |                          |                 |
| 1924      | Miss H. Wallis            | Price                    | 6–3, 6–4        |
| 1925      | Esna Boyd Robertson       | Daphne Akhurst Cozens    | 9–7, 6–1        |
| 1926      | Miss H. Wallis            | Price                    | 6–4, 6–0        |
| 1927      | Phoebe Holcroft Watson    | Elsie Goldsack Pittman   | 6–2, 6–2        |
| 1928      | Mrs. Blair White          | Miss H. Wallis           | 6–1, 1–6, 8–6   |
| 1929      | Bobby Heine               | Billie Tapscott          | 3–6, 6–3, 6–2   |
| 1930      | Miss H. Wallis            | M. French                | 6–2, 6–2        |
| 1931      | Mrs. Blair White          | Norma Stoker             | 6–4, 6–3        |
| 1932      | Jadwiga Jędrzejowska      | Vera Montgomery          | 6–4, 6–2        |
| 1933      | Miss H. Wallis            | Norma Stoker             | 6–4, 6–3        |
| 1934      | Hilde Krahwinkel Sperling | Joan Hartigan Bathurst   | 6–3, 6–1        |
| 1935      | Sheila Chuter             | Cristobel Wheatcroft     | 3–6, 6–3, 6–1   |
| 1936      | Anita Lizana              | Nancy Dickin             | 6–3, 6–3        |
| 1937      | Rita Jarvis               | Scott                    | 6–4, 6–1        |
| 1938      | Helen Wills Moody         | Rita Jarvis              | 6–4, 6–2        |
| 1939      | Alice Marble              | Susan Noel Powell        | 6–2, 6–4        |
| 1940–1945 | No se celebró             |                          |                 |
| 1946      | Louise Brough Clapp       | Doris Hart               | 6–2, 7–5        |
| 1947      | Jean Nicholl Bostock      | Betty Lombard            | 3–6, 6–4, 6–1   |
| 1948      | Sheila Piercey Summers    | Mary Muller              | 9–7, 6–1        |
| 1949      | Thelma Coyne Long         | Shirley Fry Irvin        | 6–1, 4–6, 9–7   |
| 1950      | Maria Teran Weiss         |                          |                 |
| 1951      | Betty Lombard             | McGuire                  | 6–2, 6–3        |
| 1952      | Maureen Connolly Brinker  | Jean Walker-Smith        | 6–1, 6–1        |
| 1953      | Angela Mortimer           | Shirley Bloomer Brasher  | 6–4, 0–6, 11–9  |
| 1954      | Maureen Connolly Brinker  | Ginette Jucker Bucaille  | 6–2, 6–1        |
| 1955      | Beverly Baker Fleitz      | Darlene Hard             | 6–2, 6–2        |
| 1956      | Shirley Bloomer Brasher   | Dorothy Head Knode       | 8–6, 6–2        |
| 1957      | Sandra Reynolds Price     | Sheila Armstrong         | 4–6, 6–4, 6–0   |
| 1958      | Dorothy Head Knode        | Shirley Bloomer Brasher  | 4–6, 7–5, 7–5   |
| 1959      | Renee Schuurman Haygarth  | Sandra Reynolds Price    | 6–1, 3–6, 6–3   |
| 1960      | Dorothy Head Knode        | Ruia Morrison            | 6–4, 6–2        |
| 1961      | Ann Haydon Jones          | Kathy Chabot             | 6–0, 6–3        |
| 1962      | Madonna Schacht           | Judy Alvarez             | 6–0, 6–3        |
| 1963      | Billie Jean King          | Carole Caldwell Graebner | 6–4, 6–3        |
| 1964      | Maria Bueno               | Věra Pužejová Suková     | 6–0, 6–1        |
| 1965      | Maria Bueno               | Christine Truman Janes   | 10–8, 6–4       |
| 1966      | Margaret Court            | Kathleen Harter          | 6–2, 6–1        |
| 1967      | Alex Soady                | Miss Allen               | 6–3, 6–2        |
| 1968      | Margaret Court            | Ann Haydon Jones         | 6–3, 6–1        |
| 1969      | Billie Jean King          | Virginia Wade            | 6–2, 6–2        |
| 1970      | Virginia Wade             | Valerie Ziegenfuss       | 6–3, 6–3        |
| 1971      | Margaret Court            | Evonne Goolagong Cawley  | 6–3, 2–6, 6–3   |
| 1972      | Evonne Goolagong Cawley   | Pat Walkden Pretorius    | 2–6, 6–1, 6–2   |
| 1973      | Margaret Court            | Virginia Wade            | 6–2, 6–4        |
| 1974      | Gail Sherriff             | Raquel Giscafre          | 6-4, 6-1        |
| 1975      | Sue Mappin                | Lesley Charles           | 6-8, 6-4, 7-5   |
| 1976      | Sue Mappin                | Tanya Harford            | 6-4, 6-0        |
| 1977      | Mary Sawyer               | Maria Bueno              | 2-6, 6-3, 6-1   |
| 1978      | Mary Sawyer               | Pam Whytcross            | 6-4, 6-4        |
| 1979      | Pam Whytcross             | Cathy Drury              | 6-2, 6-4        |
| 1980      | Pam Whytcross             | Nerida Gregory           | 6-1, 6-4        |
| 1981      | Debbie Jevans             | Sue Saliba               | 0-6, 6-1, 6-4   |
| 1982      | Diane Desfor              | Lea Antonoplis           | 6-1, 3-6, 6-2   |
| 1983      | Kate Latham               | D Freeman                | 4-6, 6-2, 6-3   |

To be added to the above table:

The men's competition has been won by the following: 
2002 Conor Taylor 
2003 Conor Niland
2004 Owen Casey 
2005 Timothy Barry  
2006 Conor Niland  
2007 Matt Doyle 
2008 Roland Budd 
2009 Charles-Antoine Brezac

### Dobles
| Year | Campeones                          | Finalistas                                | Resultado      |
| ---- | ---------------------------------- | ----------------------------------------- | -------------- |
| 1971 | Lesley Turner Bowrey / Betty Stöve | Margaret Court / Evonne Goolagong Cawley  | 7–5, 6–1       |
| 1972 | Brenda Kirk / Pat Walkden          | Evonne Goolagong Cawley / Karen Krantzcke | 6–3, 8–10, 6–2 |
| 1973 | Margaret Court / Virginia Wade     | Helen Gourlay Cawley / Karen Krantzcke    | 8–6, 3–6, 6–4  |

### Individual masculina
| Año  | Campeón                | Finalista | Resultado |
| ---- | ---------------------- | --------- | --------- |
| 2001 | Timothy Barry          |           |           |
| 2002 | Timothy Barry          |           |           |
| 2003 | Timothy Barry          |           |           |
| 2004 | Timothy Barry          |           |           |
| 2005 | Timothy Barry          |           |           |
| 2006 | Owen Casey             |           |           |
| 2007 | Matt Doyle             |           |           |
| 2008 | Roland Budd            |           |           |
| 2009 | Charles-Antoine Brezac |           |           |